# Lac Vert (Hautes-Alpes)
Pour les articles homonymes, voir Lac Vert.
Le Lac Vert se trouve à 1 834 m d'altitude, dans la Vallée Étroite, située sur la commune de Névache, dans le département français des Hautes-Alpes. 
Sa coloration spécifique (verte) est due à la présence d'algues recouvrant son fond, ainsi qu'à sa faible profondeur. Entièrement entouré de forêt, le lac est parsemé d'arbres morts s'entrecroisant, ce qui accroît le caractère pittoresque du site.
Le lac était italien jusqu'en 1947 mais par le traité de Paris il est devenu français et a été rattaché à la commune de Névache (dans la vallée voisine de la Clarée). Cependant, la signalétique du sentier pour accéder au lac depuis le GR5-GR57 est en italien (« lago Verde »).